# Fehértorkú gyümölcsgalamb
A fehértorkú gyümölcsgalamb (Ptilinopus wallacii) a madarak osztályának galambalakúak (Columbiformes) rendjébe és a galambfélék (Columbidae) családjába tartozó faj.

## Rendszerezése
A fajt George Robert Gray angol zoológus írta le 1858-ban. Tudományos faji nevét Alfred Russel Wallace brit természettudós tiszteletére kapta.

## Előfordulása
Indonéziához tartozó szigeteken honos, előfordul a Kis-Szunda-szigetek keleti szigetein, a Maluku-szigetek déli szigetein, az Aru-szigeteken és Új-Guinea délnyugati részén is. Természetes élőhelyei szubtrópusi és trópusi síkvidéki esőerdők, mangroveerdők és szavannák, valamint vidéki kertek. Állandó, nem vonuló faj.

## Megjelenése
Testhossza 28 centiméter.

## Természetvédelmi helyzete
Az elterjedési területe kicsi, egyedszáma viszont stabil. A Természetvédelmi Világszövetség Vörös listáján nem fenyegetett fajként szerepel.